# Castel pupa
Prin castel pupa (sinonim: dunetă) se înțelege o suprastructură de construcție ușoară, la extremitatea pupa, deasupra punții superioare și pe toată lățimea navei. Fiind un spațiu închis, mărește rezerva de flotabilitate a navei. În interior se amenajează magazii de materiale, iar pe veliere cabine pentru echipaj. 

## Vezi și
- Castel central